# John Mark Deutch
Pour les articles homonymes, voir Deutch.
John Mark Deutch, né le 27 juillet 1938, est un chimiste et un haut fonctionnaire américain. Il dirige la CIA entre 1995 et 1996.

## Biographie
Deutch est né à Bruxelles, Belgique, il est le fils de Rachel Felicia (Fischer) et Michael Joseph Deutch. D'origine juive russe, il est devenu un citoyen des États-Unis en 1945. 